# Dziura w głowie (film 2018)
Dziura w głowie – polski dramat filmowy z 2018 roku w reżyserii Piotra Subbotko. W rolach głównych wystąpili: Bartłomiej Topa, Andrzej Szeremeta i Sandra Korzeniak. Film wszedł na ekrany polskich kin 1 listopada 2019 roku.

## Opis fabuły
Aktor teatralny przeżywa zastój w swojej karierze. Razem ze swoimi współpracownikami jeździ po Polsce, wystawiając sztukę „Komediant”. Po nieudanym występie postanawia wrócić do rodzinnego domu, gdzie odkrywa, że jego chora matka zaprzyjaźniła się z mężczyzną, wyglądającym jak on.

## Obsada
| Aktor                           | Rola                      |
| ------------------------------- | ------------------------- |
| Bartłomiej Topa                 | Aktor                     |
| Andrzej Szeremeta               | Andrzej                   |
| Sandra Korzeniak                | Kobieta                   |
| Ewa Dałkowska                   | Matka aktora              |
| Zygmunt Malanowicz              | Stary aktor               |
| Marta Zięba                     | Aktorka                   |
| Teresa Marczeska                | Sędzia                    |
| Małgorzata Hajewska-Krzysztofik | Kierowniczka domu kultury |
| Piotr Skiba                     | Pop                       |
| Martyna Krzysztofik             | Aktorka                   |
| Adam Graczyk                    | Aktor                     |
| Wojciech Ziemiański             | Urzędnik na lotnisku      |
| Marcin Pempuś                   | Bogdan                    |
| Anna Ilczuk                     | Nauczycielka w teatrze    |
| Filip Garbacz                   | Uczeń na przedstawieniu   |
| Rafał Garnecki                  | Uczeń na przedstawielniu  |
| Agnieszka Roszkowska            | Siostra Andrzeja          |
| Jan Dravnel                     | Mężczyzna w knajpie       |
| Witold Wieliński                | Mężczyzna na balkonie     |

Źródło: Filmpolski.pl.

## Produkcja
Film realizowano m.in. we Wrocławiu, Obornikach Śląskich, Sułowie i Skarszynie.

## Odbiór
Krytycy ocenili film jako refleksyjny i często niezrozumiały dla wielu ludzi, z powodu licznych złudzeń głównego bohatera, przeskoków czasowych czy odwzorowań rozbicia mentalnego człowieka, który stara się odpowiedzieć na zadawane przez siebie pytania egzystencjalne. Recenzenci doceniają również grę aktorską Bartłomieja Topy.
Film zebrał mieszane recenzje. Na stronie imdb.com film został oceniony 6.3/10. Natomiast filmweb.pl przyznał ocenę 6,4/10.

## Nagrody
| Rok  | Nagroda                         | Kategoria         | Tytułem                         | Rezultat | Przypis |
| ---- | ------------------------------- | ----------------- | ------------------------------- | -------- | ------- |
| 2019 | Babie Lato Filmowe w Trzyńcu    | „Złoty Debiut”    | Dziura w głowie, Piotr Subbotko | Wygrana  | [ 7 ]   |
| 2021 | Nagroda im. Krzysztofa Krauzego | Najlepszy reżyser | Dziura w głowie, Piotr Subbotko | Wygrana  | [ 8 ]   |